# NGC 2894
NGC 2894 est une galaxie spirale située dans la constellation du Lion. NGC 2894 a été découverte par l'astronome germano-britannique William Herschel en 1784.

## Caractéristiques
Sa vitesse par rapport au fond diffus cosmologique est de 2 469 ± 23 km/s, ce qui correspond à une distance de Hubble de 36,4 ± 2,6 Mpc (∼119 millions d'al).
À ce jour, une dizaine de mesures non basées sur le décalage vers le rouge (redshift) donnent une distance de 45,870 ± 11,186 Mpc (∼150 millions d'al), ce qui est à l'intérieur des valeurs de la distance de Hubble. Notons cependant que c'est avec la valeur moyenne des mesures indépendantes, lorsqu'elles existent, que la base de données NASA/IPAC calcule le diamètre d'une galaxie et qu'en conséquence le diamètre de NGC 2894 pourrait être d'environ 24,4 kpc (∼79 600 al) si on utilisait la distance de Hubble pour le calculer.
La classe de luminosité de NGC 2894 est I et elle NGC 2893 présente une large raie HI.